# يارا الغضبان
يارا الغضبان (ولدت عام 1976 في دبي لعائلة من اللاجئين الفلسطينيين في لبنان وسوريا) هي عالمة أنثروبولوجيا فلسطينية كندية، وعالمة في الموسيقى العرقية، وروائية، ومترجمة وكاتبة مقالات.

## سيرة شخصية
ولدت يارا الغضبان عام 1976 في دبي لأبوين فلسطينيين لاجئين. كان والدها مهندسًا ووالدتها متخصصة في الأدب العربي. عاشت على التوالي في المنفى في بوينس آيرس، وبيروت، وصنعاء، ولندن، حتى استقرت عائلتها في مونتريال عام 1989. بعد دراسات الدكتوراه في الأنثروبولوجيا والموسيقى في جامعة مونتريال، قامت بالتدريس في جامعة مونتريال وجامعة أوتاوا.
وفي عام 2017، أصبحت رئيسة منظمة الفضاء من أجل التنوع.
إلى جانب ممارستها للكتابة، فإنها تكرس نفسها أيضًا للترجمة الأدبية. شاركت في ترجمة من الجليد والظل (بالفرنسية: De glace et d'ombre) بقلم نايجل توماس، والتنوع الحياتي (بالفرنسية: Vivre la Diversity) لشاكيل شودري، بالإضافة إلى ثلوج الأقمار المحطمة (بالفرنسية: Neige des lunes Shatteres) بواسطة أرز ووبجيشيج، والتي نشرتها جميعها باللغة الفرنسية (بالفرنسية: Mémoire d'encrier).
حصلت عام 2020 على إقامة كتابية بعنوان "بيان قبل الفجر"، ضمن مجلة موبيوس والتي نتج عنها أربعة نصوص بالأرقام من 164 إلى 167.
في ربيع عام 2022، نشرت مجلة رسائل كيبيك (بالفرنسية: Lettres québécoises) تقريرًا عن المؤلفة في عددها 184.

## فهرس
- ظل شجرة الزيتون، مونتريال، ذاكرة محبرة، 2011 (بالفرنسية: Mémoire d'encrier).[10]
- عطر نور، مونتريال، ذاكرة محبرة، 2015 (بالفرنسية: Mémoire d'encrier).[11]
- أنا آرييل شارون، مونتريال، مذكرة التوثيق، 2018.[12]
  - الترجمة الإنجليزية أنا آرييل شارون، دار أنانسي برس، 2020.[13]
  - ترجمة عربية أنا أرييل شارون (المتوسط المتوسط)، 2021.[14]
- العنصريون لم يروا البحر قط، مع رودني سانت إيلوا، مونتريال، (بالفرنسية: Mémoire d'encrier)، 2021.[15][16]
  - أعيد إصدارها في شكل جيب، مونتريال، (بالفرنسية: Mémoire d'encrier)، 2024.

### أعمال جماعية
- الربيع العربي، مونتريال، مذكرة تذكارية، 2011، تحت إشراف ميشيل بيترسون.
- كيبيك، الميثاق، الآخر. و بعد؟، مونتريال، (بالفرنسية: Mémoire d'encrier)، 2014، تحت إشراف ماري كلود هاينس، ليلى بن حدجة ويارا الغضبان.

## الجوائز والتقدير
- 2017: جائزة فيكتور مارتن لينش ستونتون من المجلس الكندي للفنون.[17]
- 2019: جائزة التنوع في مهرجان بلو متروبوليس عن كتابها "أنا آرييل شارون".[18]
- 2022: جائزة كيبيك لبائعي الكتب - مقال عن "العنصريين لم يروا البحر قط".

## روابط خارجية
- " التجوال والانتماء والاعتراف في موسيقى الفن الغربي » رسالة دكتوراه، قسم الأنثروبولوجيا، جامعة مونتريال، 2009.